# Juan Cruz Álvarez

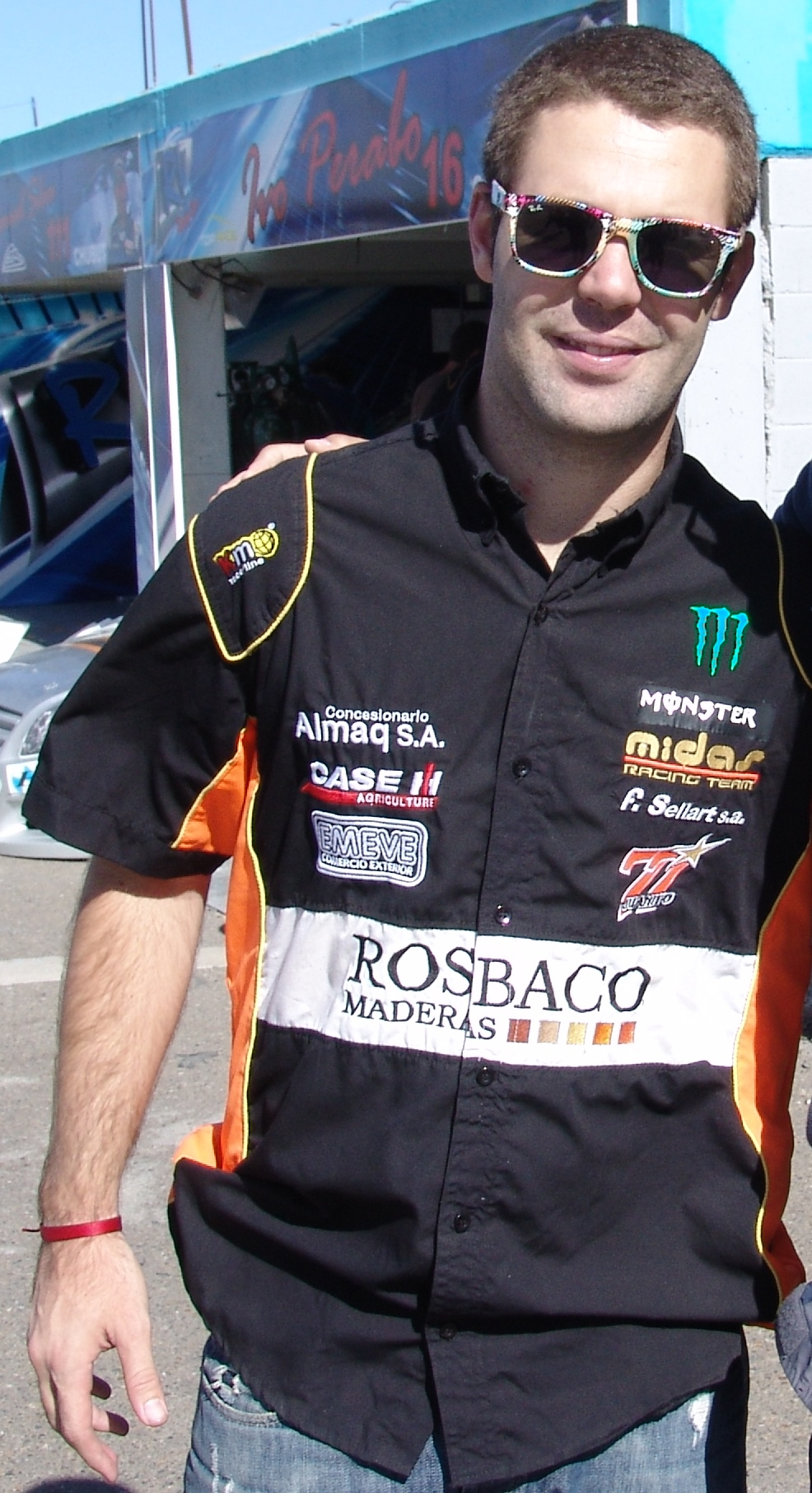
Juan Cruz Álvarez in 2012

Juan Cruz Álvarez (Arrecifes, Argentinië, 20 november 1985) is een Argentijns autocoureur.

## Loopbaan
In 2003 reed hij in de World Series Light en stapte in 2004 over naar de World Series by Nissan. In beide seizoenen reed hij voor het team Meycom. In 2005 reed hij in het eerste GP2-seizoen voor het team Campos Racing, waarin hij 4,5 punten scoorde. In 2006 racete hij niet en in 2007 keerde hij terug naar Argentinië, waar hij in de Top Race V6 reed. Ook in 2007 reed hij 1 race in de TC 2000. In 2008 reed hij ook in de Top Race V6.

## Resultaten in de GP2
| Jaar | Inschrijving  | 1          | 2         | 3          | 4          | 5          | 6          | 7          | 8          | 9           | 10         | 11         | 12         | 13         | 14         | 15        | 16         | 17         | 18         | 19         | 20        | 21        | 22         | 23         | Rang | Punten |
| ---- | ------------- | ---------- | --------- | ---------- | ---------- | ---------- | ---------- | ---------- | ---------- | ----------- | ---------- | ---------- | ---------- | ---------- | ---------- | --------- | ---------- | ---------- | ---------- | ---------- | --------- | --------- | ---------- | ---------- | ---- | ------ |
| 2007 | Campos Racing | SMR FEA NF | SMR SPR 7 | ESP FEA NF | ESP SPR 12 | MON FEA NF | EUR FEA 18 | EUR SPR 15 | FRA FEA NF | FRA SPR DSQ | GBR FEA 11 | GBR SPR NF | GER FEA 10 | GER FEA NF | HUN FEA NF | HUN SPR 7 | TUR FEA 15 | TUR SPR NF | ITA FEA 12 | ITA SPR 17 | BEL FEA 5 | BEL SPR 6 | BHR FEA 10 | BHR SPR 12 | 18   | 4,5    |